# Edin Bašić
Edin Bašić (Zavidovići, 4 de mayo de 1979) es un jugador de balonmano bosnio que juega de central en el Chartres MHB28. Es internacional con la Selección de balonmano de Bosnia y Herzegovina.

## Palmarés

### ZMC Zürich
- Liga de Suiza de balonmano (2): 2008, 2009
- Copa de Suiza de balonmano (1): 2009
- Supercopa de Suiza de balonmano (1): 2009

### Chambéry
- Trofeo de Campeones (1): 2013

## Clubes
- RK Zamet Rijeka (1999-2000)
- TV Endingen (2001-2003)
- TV Suhr (2003-2007)
- ZMC Zürich (2007-2009)
- Chambéry Savoie HB (2009-2017)
- Chartres Métropole HB (2017-)[2]